# Ulolonche fasciata
Ulolonche fasciata är en fjärilsart som beskrevs av Smith. Ulolonche fasciata ingår i släktet Ulolonche och familjen nattflyn. Inga underarter finns listade i Catalogue of Life.